# Petit bonhomme
Petit bonhomme – utwór luksemburskiego piosenkarza Camillo Felgena napisany przez Jacques’a Datina oraz Mauricego Vidalina w 1962 roku i umieszczony na płycie studyjnej artysty zatytułowanej Ballade pour une trompette.

## Życiorys
W 1962 roku utwór reprezentował Luksemburg, gospodarza 7. Konkursu Piosenki Eurowizji organizowanego w hali Villa Louvigny w mieście Luksemburg. 29 marca został wykonany przez piosenkarza jako czternasty w kolejności i zajął ostatecznie trzecie miejsce z jedenastoma punktami na koncie, w tym m.in. z maksymalnymi notami trzech punktów od jurorów z Belgii, Hiszpanii i Monako. Dyrygentem orkiestry podczas występu był Jean Roderes.
Oprócz francuskojęzycznej wersji singla, piosenkarz nagrał utwór także w języku niemieckim jako „Du kleiner Mann”.
W tym samym 1962 roku własną wersję utworu nagrała francuska piosenkarka Isabelle Aubret, która wydała piosenkę na EP-ce zatytułowanej Un premier amour oraz umieściła na swojej płycie studyjnej o tym samym tytule.

## Lista utworów
7" winyl EP (Camillo Felgen)
A1 „Petit bonhomme” – 2:30
A2 „Ballade pour une trompette (Ballata della tromba)” – 3:10
B1 „Le Tango de minuit (Tanze mit mir in den Morgen)” – 5:00
B2 „Demain (Reach for the Stars)” – 2:20
7" winyl EP (Isabelle Aubret)
A1 „Petit bonhomme”
A2 „Un premier amour”
B1 „Ces deux là”
B2 „Là-bas”